# Британские Виргинские Острова на летних Олимпийских играх 2008
Британские Виргинские острова приняли участие в летних Олимпийских играх 2008 года, отправив в Пекин три спортсмена в одном виде спорта — лёгкой атлетике. По итогам игр спортсмены из Британских Виргинских островов не завоевали ни одной олимпийской медали.

## Лёгкая атлетика
| Спортсмен       | Дисциплина      | Предварительные забеги | Предварительные забеги | Четвертьфинал | Четвертьфинал | Полуфинал | Полуфинал | Финал     | Место |
| Спортсмен       | Дисциплина      | Результат              | Место                  | Результат     | Место         | Результат | Место     | Результат | Место |
| --------------- | --------------- | ---------------------- | ---------------------- | ------------- | ------------- | --------- | --------- | --------- | ----- |
| Эрик Маттиас    | Мужчины — Диск  | 53.11                  | 37                     |               |               |           |           | не прошёл | 37    |
| Тахеша Хэрриган | Женщины — 100 м | 11.46                  | 25 Q                   | 11.36         | 16            | не прошла | не прошла | не прошла | 16    |